# Ed Davis (gouverneur)
Pour l’article homonyme, voir Ed Davis.
Edward Davis, né le 13 février 1963 à Hereford (Royaume-Uni), est un militaire et homme politique britannique, gouverneur de Gibraltar de 2016 à 2020 et gentilhomme huissier de la verge noire depuis 2025.

## Biographie
Davis poursuit ses études à la Coleraine Academical Institution, dans le comté de Londonderry, en Irlande du Nord, et au King's College de Londres (MA Defence Studies, 1998).
Davis entre dans les Royal Marines et rejoint en 1981 le 40 Commando avec lequel il entreprend une tournée de six mois aux îles Malouines, puis de six mois à Chypre. En 1996, il suit le cours de commandement et d'état-major de l'armée au Staff College de Camberley. La même année, il devient chef d’état-major au siège du Groupe d’appui au service du combat, rôle dans lequel il prend part à la guerre de Bosnie. Il est nommé chef d’état-major du commandant des forces amphibies du Royaume-Uni en 2007, avant d'être déployé en Afghanistan en tant que chef des effets communs pour la Force internationale d'assistance et de sécurité (FIAS). Il est nommé commandant de la brigade du 3e commando en janvier 2010 et est de nouveau affecté en Afghanistan – cette fois en tant que commandant de la force opérationnelle Helmand. Il est nommé commandant des Royal Marines en décembre 2011.
Le 10 janvier 2012, Il est promu major général, avec ancienneté à compter du 28 novembre 2011. Il succède au lieutenant général Gordon Messenger en tant que commandant adjoint du Commandement terrestre allié de l'OTAN (LANDCOM) à Izmir en juillet 2014.
Le 1er octobre 2015, le ministère des Affaires étrangères annonce la nomination d'Ed Davis comme gouverneur de Gibraltar après la démission de Sir James Dutton. Il occupe le poste entre le 19 janvier 2016 et le 18 février 2020.
Le 8 juillet 2025, il devient gentilhomme huissier de la verge noire.